# Colombia i olympiska sommarspelen 2000
Colombia deltog i de olympiska sommarspelen 2000 med en trupp bestående av 44 deltagare, 25 män och 19 kvinnor, och de tog totalt en medalj. María Isabel Urrutias guldmedalj i tyngdlyftning var Colombias första olympiska guldmedalj.

## Medaljer

### Guld
- María Isabel Urrutia - Tyngdlyftning, tungvikt 75 kg

## Boxning
Fjädervikt
- Andrés Ledesma
  - Omgång 1 — Förlorade mot Somluck Kamsing från Thailand (→ gick inte vidare)

Lättvikt
- José Leonardo Cruz
  - Omgång 1 — Besegrade Giovanni Michael Frontin från Mauritius
  - Omgång 2 — Förlorade mot Almazbek Raimkulov från Kirgizistan (→ gick inte vidare)

Weltervikt
- Francisco Calderón
  - Omgång 1 — Bye
  - Omgång 2 — Förlorade mot Oleg Saitov från Ryssland (→ gick inte vidare)

## Cykling

### Mountainbike
Herrarnas terränglopp
- Diego Garavito
  - Final — did not finish (→ ingen placering)

Damernas terränglopp
- Flor Marina Delgadillo
  - Final — 2:03:17.10 (→ 24:e plats)

### Landsväg
Herrarnas tempolopp
- Víctor Hugo Peña
  - Final — 1:01:10 (→ 24:e plats)

Herrarnas linjelopp
- Ruber Marín
  - Final — 5:30:46 (→ 31:e plats)

- Santiago Botero
  - Final — did not finish (→ ingen placering)

- Jhon García
  - Final — did not finish (→ ingen placering)

- Fredy Gonzalez
  - Final — did not finish (→ ingen placering)

- Víctor Hugo Peña
  - Final — did not finish (→ ingen placering)

### Bana
Herrarnas poänglopp
- Marlon Pérez
  - Poäng — 0
  - Varv efter — 2 (→ 21:e plats)

Damernas förföljelse
- María Luisa Calle
  - Kval — 03:44.395 (→ gick inte vidare)

Damernas poänglopp
- María Luisa Calle
  - Poäng — 2 (→ 11:e plats)

## Friidrott
Herrarnas 200 meter
- Jimmy Pino
  - Omgång 1 — 21.42 (→ gick inte vidare)

Herrarnas höjdhopp
- Gilmar Mayo
  - Kval — 2.20 (→ gick inte vidare)

Herrarnas maraton
- José Alirio Carrasco
  - Final — gick inte vidare (→ ingen placering)

Damernas 200 meter
- Felipa Palacios
  - Omgång 1 — 23.08
  - Omgång 2 — 23.19
  - Semifinal — 23.11 (→ gick inte vidare)

Damernas 400 meter
- Norma González
  - Omgång 1 — 53.34 (→ gick inte vidare)

Damernas 4 x 100 meter stafett
- Mirtha Brock, Digna Luz Murillo, Melisa Murillo, Felipa Palacios, Ximena Restrepo
  - Omgång 1 — 44.08
  - Semifinal — 44.37 (→ gick inte vidare)

Damernas spjutkastning
- Sabina Moya
  - Qualifying — 49.16 (→ gick inte vidare)

Damernas maraton
- Iglandini González
  - Final — 2:47:26 (→ 40:e plats)

## Fäktning
Herrarnas värja
- Mauricio Rivas

Damernas värja
- Ángela María Espinosa

## Simhopp
Herrarnas 3 m
- Juan Urán
  - Kval — 308,1 (→ gick inte vidare, 41:a plats)

Herrarnas 10 m
- Juan Urán
  - Kval — 333,93 (→ gick inte vidare, 27:e plats)

Damernas 3 m
- Diana Pineda
  - Kval — 220,68 (→ gick inte vidare, 34:e plats)

## Triathlon
Damernas triathlon
- Maria Morales — 2:13:43.38 (→ 37:e plats)